# Ронні Вабія
Ронні Вабія (індонез. Ronny Wabia, нар. 23 червня 1970) — індонезійський футболіст, що грав на позиції нападника за клуб «Персіпура Джаяпура» та національну збірну Індонезії.

## Клубна кар'єра
У дорослому футболі дебютував 1995 року виступами за команду «Персіпура Джаяпура», кольори якої захищав протягом наступних дев'яти років. 

## Виступи за збірну
1996 року дебютував в офіційних матчах у складі національної збірної Індонезії. Того ж року був учасником кубка Азії 1996 року в ОАЕ. На цьому турнірі відзначився двома голами, які, утім, не змогли допомогти команді подолати груповий етап.
Загалом протягом дворічної кар'єри в національній команді провів у її формі 15 матчів, забивши 4 голи.
| Дата      | Місто    | Господарі      | Результат | Гості     | Турнір            | Голи | Примітки |
| --------- | -------- | -------------- | --------- | --------- | ----------------- | ---- | -------- |
| 4-12-1996 | Абу-Дабі | Індонезія      | 2 – 2     | Кувейт    | Кубок Азії 1996   | 1    |          |
| 7-12-1996 | Абу-Дабі | Південна Корея | 4 – 2     | Індонезія | Кубок Азії 1996   | 1    |          |
| 6-4-1997  | Джакарта | Індонезія      | 8 – 0     | Камбоджа  | Відбір до ЧС 1998 | 2    |          |
| Усього    |          | Матчів         | 15        |           | Голів             | 4    |          |